# Jelena Likhovtseva
Jelena Likhovtseva (russisk: Елена Александровна Лиховцева tr. Jelena Aleksandrovna Likhovtseva ; født 8. september 1975 i Alma-Ata, Sovjetunionen) er en kvindelig tidligere professionel tennisspiller fra Kasakhstan.
Jelena Likhovtseva højeste rangering på WTA single rangliste var som nummer 15, hvilket hun opnåede 25. oktober 1999. I double er den bedste placering nummer 3, hvilket blev opnået 27. september 2004.

## Grand Slam-titler
- Wimbledon:
  - Mixed-double: 2002 (sammen med Mahesh Bhupathi)
- Australian Open:
  - Mixed-double: 2007 (sammen med Daniel Nestor)